# Splendeurs et misères des courtisanes (mini-série)
Pour l’article homonyme, voir Splendeurs et misères des courtisanes.
Splendeurs et misères des courtisanes est une mini-série française en six épisodes de 90 minutes, réalisée par Maurice Cazeneuve d'après le roman éponyme de Honoré de Balzac et diffusée d'abord en Suisse à partir du 23 octobre 1975 sur la TSR, en France à partir du 20 décembre 1975 sur Antenne 2, et en Belgique sur La Une.
Au Québec, elle est diffusée à partir du 23 janvier 1976 à la Télévision de Radio-Canada, divisée en neuf parties (dans une case de 60 minutes).

## Synopsis
Le film commence à la fin des Illusions perdues : l’abbé Carlos Herrera rencontre le jeune Lucien Chardon sur les bords de la Charente, où il projette de se suicider. Lucien est désespéré, il a fait faillite, s’attribue la responsabilité de la mort de Coralie son amante et, de plus, son beau-frère est emprisonné faute de pouvoir payer des dettes que Lucien a contractées en son nom. Herrera convainc le jeune homme d'essayer encore une fois de réussir dans la vie. Il promet de payer ses dettes et de le protéger, à la condition que Lucien lui obéisse aveuglément.
Peu après, les deux se retrouvent à Paris où Lucien fait une nouvelle fois son entrée dans le monde. Il gagne des protectrices dont la comtesse de Sérisy et Diane de Maufrigneuse, le roi lui accorde le droit de porter le titre venant de sa mère et de s'appeler Lucien de Rubempré.
Cependant, peu à peu, Lucien découvre que son protecteur n'est pas le prêtre qu'il prétend être. Herrera lui confie de plus en plus de détails, jusqu’au jour où Lucien le surprend avec un homme et Herrera avoue qu'il s'agit d'un assassin évadé de prison grâce à lui. Le faux prêtre confesse alors toute son histoire : il s'appelle en vérité Jacques Collin, plus connu sous les noms de Vautrin ou « Trompe-la-Mort », un évadé du bagne de Rochefort. Il avait tué le vrai Carlos Herrera avant de découvrir qu'il s’agissait d’un envoyé secret du roi d’Espagne. De Lucien il veut faire l'instrument de sa vengeance contre toute l'humanité. Vautrin est parvenu à corrompre Lucien car celui-ci ne le dénonce pas.
Mais un jour, en sortant du théâtre, Lucien rencontre Esther Gobseck, une jeune et jolie courtisane, et ils tombent amoureux l’un de l’autre. Esther abandonne son métier pour dissimuler son passé à Lucien mais, un soir au bal de l'Opéra, elle est reconnue par un ancien habitué de la maison où elle travaillait. Vautrin, qui avait déjà soupçonné cet amour, la suit chez elle et l'empêche de se suicider. Après l'avoir cachée quelque temps dans un couvent, il permet enfin que les deux amoureux se revoient — à condition que Lucien ne vienne jamais la voir en plein jour et qu'Esther ne nourrisse pas l'illusion de se marier avec lui.
Le couple vit heureux de la sorte pendant quelques années, jusqu'au jour où le banquier Frédéric de Nucingen aperçoit Esther pendant sa promenade de nuit et tombe amoureux d'elle. Quand Vautrin l'apprend, il est ravi ; en effet son argent, dont la plupart lui avait été confiée par des voleurs, s'est épuisé et il craint que le détournement ne soit découvert. En outre, il a trouvé un nouveau parti pour Lucien en la personne de Clotilde de Grandlieu, qui est laide mais fortunée. Malheureusement, le père de cette dernière demande à Lucien de racheter la terre des Rubempré avant de donner son accord pour ce mariage. Vautrin décide alors d'extorquer à Nucingen l'argent nécessaire, en se servant d'Esther.
Avec l'aide d'Europe, la femme de chambre d'Esther, et d’Asie, sa cuisinière (en réalité la tante de Vautrin), il met d'abord Nucingen sur plusieurs fausses pistes. Toutefois Nucingen dispose également de moyens. Par l’entremise de Contenson, il a contacté l'ancien espion de police Peyrade. Quand Vautrin se rend compte que ces deux-là espionnent Lucien, que Nucingen suspecte de connaître son « inconnue », il conseille à Lucien de se plaindre auprès du préfet de police, en conséquence de quoi Peyrade est sévèrement réprimandé. Comme Peyrade voyait dans cette filature privée une possibilité de gagner assez d'argent pour marier sa fille Lydie, il est à présent désespéré et s'adresse à Corentin pour l’aider à trouver le coupable de son infortune.
Parallèlement, Vautrin a fait en sorte que Nucingen trouve enfin son Esther mais s'arrange pour qu’elle soit arrêtée le matin suivant, à cause de reconnaissances de dettes de plusieurs centaines de milliers de francs, toutes fausses. Nucingen ne peut que payer. Esther, menacée par Vautrin, retombe malgré elle dans son activité de courtisane ; cependant elle affirme à Nucingen qu'elle ne s’offrira à lui qu’après qu’il aura satisfait certaines exigences : d’abord elle exige une rente qui lui permettra, dit-elle, de vivre confortablement jusqu'à la fin de sa vie. En vérité, elle les vend pour donner l'argent à Vautrin ; ensuite, elle voudrait d'abord une grande fête. Nucingen se résigne.
Mais Corentin et Peyrade sont toujours aux trousses de Vautrin. Corentin a d'abord compris que l'abbé Herrera est venu un soir chez Peyrade déguisé en gendarme. Il comprend peu à peu le jeu que joue Vautrin et informe le duc de Grandlieu que l'argent qui a servi à racheter la terre des Rubempré provient d'extorsion. Grandlieu décide de vérifier l'histoire de Lucien, qui prétend que sa famille lui aurait donné cet argent et, en même temps, lui fait interdire sa porte.
De son côté, Vautrin fait enlever Lydie, la fille de Peyrade, et intime à celui-ci de réparer le mal qu'il a causé, lui donnant dix jours pour que la maison des Grandlieu soit de nouveau ouverte à Lucien. Mais puisque Corentin est parti, Peyrade n'a aucun moyen de contacter le duc de Grandlieu. Les dix jours s'écoulent. Lydie est rendue aux siens, devenue folle après avoir été violée à maintes reprises ; Peyrade meurt empoisonné.
Arrive le jour de la grande fête voulue par Esther. Le matin suivant, Nucingen, de très bonne humeur, lui rend visite pour lui annoncer qu'elle vient d'hériter sept millions (de son grand-oncle l’usurier Jean-Esther van Gobseck) et la trouve morte. Elle s'est suicidée pour ne pas accorder à Nucingen ce qu’il attendait d’elle. Après que Nucingen est parti, Europe et Paccard, le cocher d'Esther, volent l'argent qui restait de la vente des rentes. Esther lègue tous ses biens à Lucien et Vautrin comprend le danger qui menace ce dernier. Il veut s'enfuir mais est surpris sur le toit par Contenson. Après une brève lutte, Vautrin réussit à le faire chuter. Il est arrêté peu après.
Pendant ce temps, Lucien a attendu Clotilde, qui est envoyée hors de Paris par ses parents, pour lui parler. Clotilde lui promet son amour, quand quatre gendarmes viennent pour arrêter Lucien.
Les deux prévenus sont emprisonnés à la Conciergerie. Le juge d'instruction Camusot qui est chargé de l'affaire reçoit le matin même plusieurs lettres de dames d'influence, les unes lui demandant de faire condamner Lucien, les autres de le faire acquitter à n'importe quel prix. Il commence par interroger Vautrin, qui joue si admirablement son rôle de prêtre que Camusot finit par le croire. Son opinion est renforcée lorsqu’une lettre d'Esther pour Lucien arrive, dans laquelle elle annonce son intention de se suicider. Il n'y a donc plus de raison d'accuser Lucien de meurtre.
Mis au secret, Vautrin a pourtant réussi à contacter sa tante et à lui demander de faire appel à mesdames de Sérisy et de Maufrigneuse pour empêcher qu'on interroge leur protégé. Mais la lettre des deux dames arrive trop tard ; Camusot questionne Lucien et lui fait tout avouer, y compris la véritable identité de Carlos Herrera. De retour dans sa cellule, Lucien comprend qu'il s'est rendu complice d'un évadé et d'un faux clerc. Il écrit son testament, une lettre pour Vautrin et une note pour Camusot, rétractant tout ce qu'il a dit pendant l'interrogatoire, et se pend aux barreaux.
Vautrin est désespéré quand on l'informe de la mort de Lucien. Camusot vient le voir. Il a compris, ou plutôt sa femme, que Vautrin cachait encore des lettres d'amour écrites par plusieurs femmes de la haute société. Il propose un pacte à Vautrin : sa liberté contre les lettres. Mais Vautrin le blâme pour la mort de Lucien, qu'il aimait comme un fils. Il se fait amener chez le procureur général où Corentin lui propose d'entrer dans la police secrète comme son second. Vautrin accepte l’offre (contrairement au livre, où Vautrin finit par travailler pour la brigade de sûreté de Bibi-Lupin, qu'il finit par remplacer ; son but étant aussi de vaincre Corentin, qu'il considère comme le deuxième assassin de Lucien).
Le feuilleton s’achève au cimetière du Père-Lachaise, Corentin regardant son nouveau second devant la tombe de Lucien, où il rencontre Nucingen venu se recueillir sur la tombe d'Esther.

## Distribution
- Georges Geret : Vautrin (Herrera / Collin / « Trompe-la-Mort »)
- Corinne Le Poulain : Esther Gobseck
- Bruno Garcin : Lucien de Rubempré
- Holger Löwenadler : le baron de Nucingen
- Martine Sarcey : Delphine de Nucingen
- Pascale Audret : madame de Sérisy
- Malka Ribowska : Diane de Maufrigneuse
- Ivan Desny : le duc de Chaulieu
- Robert Dalban : Bibi-Lupin
- Jean Wininger : Rastignac
- Michel Peyrelon : le juge Camusot
- Nicole Gueden : madame Camusot
- Pauline Larrieu : madame du Val-Noble
- Michel Robin : Contenson
- Marion Game : Europe
- Maria Meriko : Asie